# Stu Hart
Stewart Edward Hart, CM, colloquialmente noto come Stu Hart (Saskatoon, 3 maggio 1915 – Calgary, 16 ottobre 2003), è stato un wrestler canadese.
Fu anche lottatore, promoter e allenatore di wrestling.
Noto per aver creato e gestito la Stampede Wrestling e per essere stato uno degli allenatori di wrestling più rispettati di sempre, Hart è il patriarca della famiglia Hart, importante dinastia nel mondo del wrestling professionista, padre di diversi wrestler come Bret ed Owen Hart.

## Carriera

### Lotta
Hart giocò a football per gli Edmonton Eskimos nelle stagioni 1938 e 1939. Si avvicinò al mondo della lotta nel 1929 ad Edmonton, quando entrò a far parte della YMCA; nel 1937 fu premiato con una medaglia d'oro per la categoria welterweight dalla Amateur Athletic Union of Canada. La sua carriera raggiunse le vette più alte nel maggio 1940 quando vinse l'Amateur Wrestling Championship per la categoria light heavyweight. Non riuscì a realizzare il sogno di partecipare alle Olimpiadi a causa della definitiva esplosione della Seconda guerra mondiale, che ne provocò la cancellazione. Entrò a far parte della Marina Canadese in qualità di Direttore delle attività atletiche.

### Wrestling
Fu durante il servizio in Marina che Hart conobbe il mondo del wrestling. Dopo aver recuperato le forze in seguito ad un incidente d'auto, combatté in vari match per intrattenere le truppe. Nel 1946, durante gli allenamenti presso Toots Mondt, Hart debuttò a New York e fu l'inizio di una carriera piena d'eventi, che lo portarono tra l'altro a lottare contro una tigre ed un orso grizzly.
Nel 1948 diede vita alla Stampede Wrestling, determinante per la nascita di una seconda generazione di wrestler. Tre anni dopo, Hart acquistò una villa presso Patterson Heights, nei dintorni di Calgary. Ad oggi la cosiddetta Hart House è considerata un sito storico per il gran numero di personalità, wrestler e non, che sono passate di lì. Negli scantinati della villa, noti nel mondo del wrestling con il nome (Hart's) Dungeon si allenarono molti dei migliori wrestler attivi tra gli anni sessanta e novanta.
Nel 2010 Stu Hart è stato inserito nella WWE Hall of Fame.

### Morte
Hart morì il 16 ottobre del 2003 per le conseguenze di un infarto che lo colpì tredici giorni prima, mentre era ricoverato per un'infezione ad un gomito e per problemi legati al diabete ed all'artrite.
Nel 2005 la città di Saskatoon annunciò che una strada nel quartiere Blairmore Suburban Centre sarà chiamata "Hart Road" in suo onore.

## La famiglia Hart
Sposato per 53 anni con Helen Hart (morta nel 2001), i due crebbero dodici figli. Tutte e quattro le figlie di Stu ed Helen sposarono dei wrestler; sette degli otto figli divennero wrestler, mentre l'ottavo divenne un arbitro. La coppia ha avuto trentasei nipoti ed un pronipote.
La vita di famiglia degli Hart fu molto vivace ed incluse, tra le altre cose, l'avere André the Giant come babysitter ed un orso lottatore di nome Terrible Ted sul porticato d'ingresso.

## Wrestler allenati da Stu Hart
- Ben Bassarab
- Abdullah the Butcher
- Chris Benoit
- Chris Jericho
- Larry Cameron
- Justin Credible
- The Junkyard Dog
- Dynamite Kid
- Jack Evans
- "Superstar" Billy Graham
- Bret Hart
- Bruce Hart
- Keith Hart
- Owen Hart
- Ross Hart
- Smith Hart
- Billy Jack Haynes
- Jason Helton
- Mark Henry
- Jos LeDuc
- Paul LeDuc
- Carl "XL The FLQ Terrorist" Leduc
- Jushin "Thunder" Liger
- Jim Neidhart
- Brian Pillman
- Kensuke Sasaki
- Gama Singh
- "The British Bulldog" Davey Boy Smith
- Lance Storm
- Kid Kash
- Greg Valentine
- Nikolai Volkoff
- Nikko Brixton
- "Rowdy" Roddy Piper
- Bad News Brown, benché in un'intervista non abbia citato Hart tra i suoi allenatori
- Fritz Von Erich
- Marcus Cor Von
- Bill Tovar

## Titoli e riconoscimenti
- Cauliflower Alley Club
  - Iron Mike Mazurki Award (2001)
- Professional Wrestling Hall of Fame and Museum
  - Classe del 2014[2]
- Stampede Wrestling
  - Stampede Wrestling Hall of Fame[3]
- World Wrestling Entertainment
  - WWE Hall of Fame (Classe del 2010)[4]
- Wrestling Observer Newsletter
  - Wrestling Observer Newsletter Hall of Fame (Classe del 1996)
- Altri titoli
  - Northwest Tag Team Championship (2) - con Pat Meehan & Luigi Macera
  - Dean Youngs Foundation